# 10218 Bierstadt
A 10218 Bierstadt (ideiglenes jelöléssel 1997 SJ23) a Naprendszer kisbolygóövében található aszteroida. A Spacewatch program keretében fedezték fel 1997. szeptember 29-én.